# ハンターマウンテン塩原

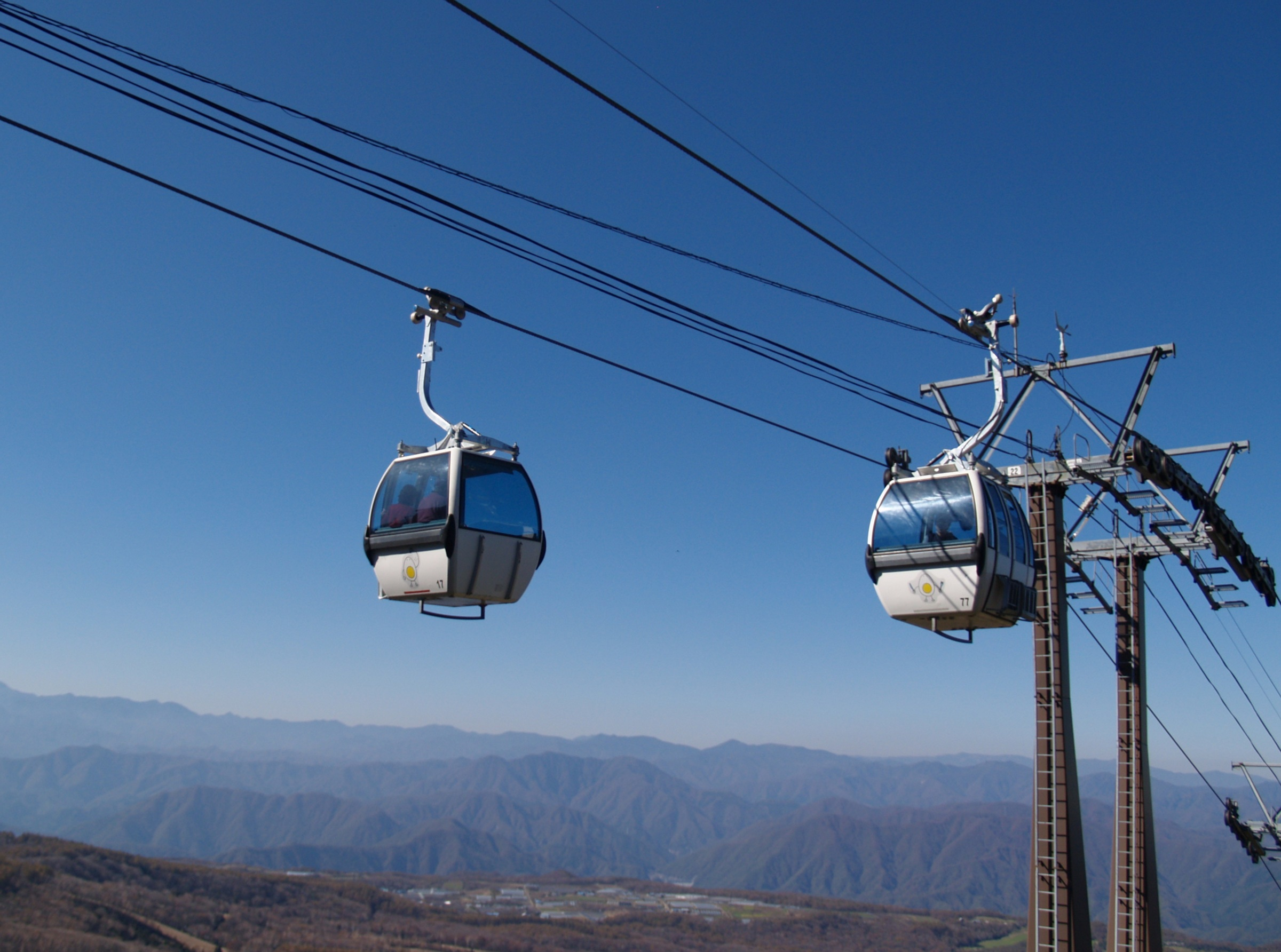
ゴンドラリフト（2011年10月）

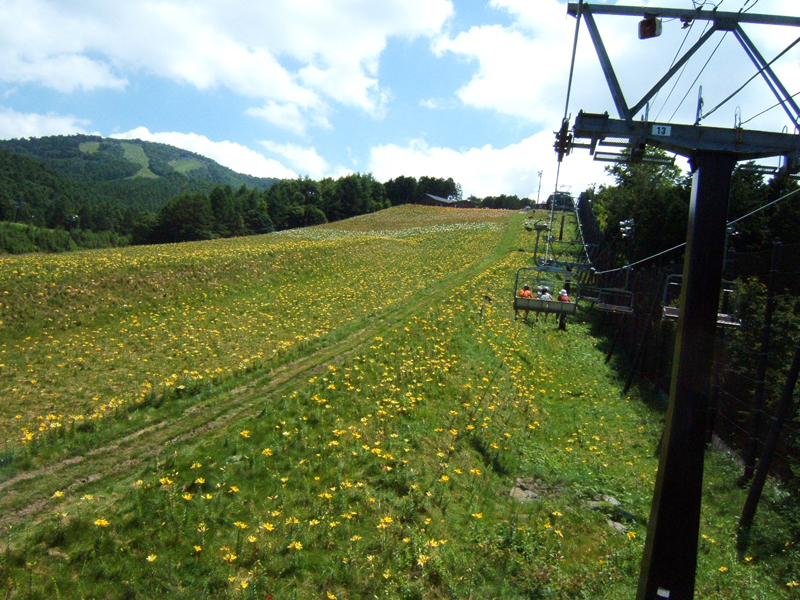
ユリの花畑となる真夏のゲレンデ

ハンターマウンテン塩原（ハンターマウンテンしおばら）は、栃木県那須塩原市にある東急不動産系のスキー場である。

## 概要
高原山の北西側斜面に位置するスキー場で、都心から150分というアクセスの良さが売りである。名前を省略して「ハンタマ」と称するに留まらず、ゆで卵の切り口を前面に押し出した様な（つまり「半分の卵」に引掛けた）キャラクターが、当施設の広告・ポスターにしばしば登場している。
開業時、アメリカ・ニューヨーク近郊のHunter Mountainスキー場と提携していた関係で、コース名称が「ブロードウェイ」「セサミストリート」「ウォールストリート」といったものになっている。
初心者が気軽にアクセスしやすい反面、凍結しやすい日塩もみじラインをノーマルタイヤで行こうとして事故、渋滞を引き起こしたり、コースに座り込む初心者スノーボーダーのマナーの悪さが良く取り上げられる。ハイシーズンはスキー場から西那須野塩原ICまで渋滞する。レストランは若者向けに毎年様々な企画を行っているが、スキー場の人気ゆえか、祝日は慢性的にキャパシティが不足気味である。
全体に若者に人気が高いスキー場であるが、シニア料金（ハンタマでは「マスター」と呼ぶ）が他スキー場と比較して若い年齢（45歳以上）から適用されるのも特色であった。しかし2011-2012シーズンからはマスター料金は廃止され、55歳以上適用の一般的なシニア料金制になった。
夏季には「ハンターマウンテンゆりパーク」と称し、ゲレンデの斜面を利用して東日本最大規模を公称するユリの花畑を営業している。また高原山が紅葉する秋季にもゴンドラの運営を行っている。

## ゲレンデ
リフトは7基（ゴンドラ1基、クワッドリフト2基、トリプルリフト1基、ペアリフト3基）。
ゴンドラ山頂駅トップオブハンターと、第3ペアリフト山頂降り場はほぼ同じ地点である。トップオブハンターにはスキーを履いたまま通過できる通路があり、マディソン・アベニュー方面/ウォール・ストリート方面双方向に簡単に行き来が出来る。
コース数は12。上級とされているコースでも最大斜度は25度であり、中上級者にとっては難度は高くない。
エフ・ディー・アールが非整地コブ斜面となっている。レキシントンアベニューに有料のポールバーンが常設されている。
スノーパークが第1クワッドリフト隣に設置されている。

## 交通アクセス
- 車
  - 東北自動車道・西那須野塩原ICから塩原温泉方面へ 国道400号→栃木県道19号藤原塩原線（日塩もみじライン、旧日塩有料道路） 約29km。
  - 日光宇都宮道路・今市ICから鬼怒川方面へ 国道121号→日塩もみじライン 約39km。
    - 日塩有料道路は料金徴収期間が満了し、2020年12月11日から無料となった。
    - 西那須野塩原IC方面のほうが混むため、渋滞が予想される場合は日光宇都宮道路方面の利用も一考の余地がある[要出典]。
    - 東北自動車道黒磯板室インターチェンジ近くの那須ガーデンアウトレットの駐車場に車を止めて後述のシャトルバス利用する方法も公式で案内されている[4]。
- 鉄道
  - JR那須塩原駅からシャトルバス
  - シャトルバスは有料だった時期もあるが、2017-2018シーズン現在は無料である。なおシャトルバスと呼ばれているが1日1往復のみ・完全予約制であり、無料送迎バスといったほうが正確である。

## 沿革
- 1988年(昭和63年)12月 - 塩原町(当時)と丸紅の第三セクター、株式会社ハンターマウンテン塩原により「ハンターマウンテンスキーボウル塩原」の名称で開業。
- 2005年(平成17年) - 丸紅のスキー場事業からの撤退に伴い、マウントジーンズスキーリゾート那須とともに東急不動産に譲渡された[5]。
- 2011年(平成23年) - 2011-2012シーズンから、それまでの「マスター」料金(45歳以上適用)を廃止、シニア料金(55歳以上適用)に変更。ICリフト券を廃止し紙のリフト券になった。
- 2020年(令和2年) - 2020年12月11日から、アクセス道路の日塩もみじラインが無料となった。